# Patos (estetyka)
Patos, pathos (gr. πάθος páthos – „doświadczenie; uczucie; namiętność; cierpienie”) – jedna z kategorii estetycznych, stosowana w każdej dziedzinie sztuki, zwłaszcza w literaturze, muzyce i teatrze.
Polega na ukazywaniu zjawisk o charakterze monumentalnym i wzniosłym, o wysokich walorach uczuciowych powodujących stany napięcia emocjonalnego u odbiorców. Zastosowanie środków artystycznych głównie z zakresu retoryki.
Odrzucony przez romantyzm, ponownie zyskał na popularności w ekspresjonizmie.